# Slapping
Slapping (w Polsce nazywany klangiem lub „grą kciukiem”) – technika gry na gitarze basowej i gitarze elektrycznej opierająca się na dwóch sposobach wydobywania dźwięku:
- slap – mocne uderzenie struny kciukiem, tak by uderzając o gryf wydobyła charakterystyczny i czysty dźwięk
- pop – szarpnięcie, „poderwanie” struny tak mocne, by ta odezwała się uderzając o progi (artykulacja analogiczna do pizzicato bartokowskiego na instrumentach smyczkowych), mające dać efekt podobny do uzyskanego przez slap

Slap może być łączony z niemal każdą inną techniką gry na gitarze, najczęściej stosowany jest tapping.
Slap jest najmłodszą z najpopularniejszych technik gry na gitarze basowej i nie ma w niej kanonów ani nienaruszalnych reguł – zarówno kąt trzymania uderzającej ręki, jak i kąt uderzania kciuka o struny zależą od upodobań muzyka. Większość basistów preferuje raczej wysoko zawieszoną gitarę.

## Nauka techniki slap
Slapping, podobnie jak każda inna technika gry, wymaga poświęcenia bardzo długiego czasu na tzw. wprawki, jak zwykle w przypadku basu grane tylko z metronomem. Specyficzny dla tej techniki jest początkowy ból niewyrobionego i nieuodpornionego na silne zderzenia z metalową struną kciuka. Dość częstą sytuacją zdarzającą się nie tylko na początku nauki jest zbyt mocny pop powodujący zerwanie (zazwyczaj) najwyższej struny.
Kluczowym i bardzo istotnym na początku nauki slapu elementem prawidłowego opanowania tej techniki jest umiejętność właściwego tłumienia strun, dlatego początkujący w tym sposobie artykulacji basiści powinni bardzo zwracać uwagę na niekontrolowane dźwięki, fretnoise, czy nietrafianie w odpowiednią strunę.
Podstawowym, i chyba dla każdego basisty pierwszym ćwiczeniem na technikę slap, jest naprzemienne slapowanie i popowanie dźwięku i jego oktawy. Może być rozszerzane np. o zmiany pozycji. Generalnie zaleca się młodym adeptom sztuki kciukowania granie tego ćwiczenia bez przerwy. Oczywiście gra kciukiem to nie tylko monotonne oktawy – w miarę postępów ćwiczenia powinny być urozmaicane.